# Supstratni ciklus
Supstratni ciklus ili beskorisni ciklus (engl. Futile cycle) odvija se kad dva metabolična puta simultano teku u suprotnim smerovima i nemaju sveukupni efekat osim disipacije energije u vidu toplote. Na primer, ako bi glikoliza i glukoneogeneza bili istovremeno aktivni, glukoza bi se konvertovala u piruvat putem glikolize i zatim konvertovala nazad u glukozu putem glukoneogeneze, uz sveukupnu ATP potrošnju. Supstratni ciklus može da ima ulogu u metaboličkoj regulaciji, pri čemu bi supstratni ciklus predstavljao oscilovanje između dva stanja i bio bi veoma senzitivan na male promene u aktivnosti bilo kog od obuhvaćenih enzima. Ovaj ciklus stvara toplotu, te bi možda mogao da se koristi za održavanje termalne homeostaze, na primer u smeđem adipoznom tkivu mladih sisara, ili za brzo stvaranje topote, na primer kod mišića za let insekata i kod hibernacionih životinja tokom periodičnih nadražaja usled torpora. Prema nekim izveštajima supstratni ciklus glukoznog metabolizma nije beskoristan ciklus, već je regulatorni proces. Na primer, kad je energija naglo potrebna, ATP se zamenjue AMP molekulima.

## Primer
Simultano odvijanje glikolize i glukoneogeneze je primer uzaludnog ciklusa, koji se može predstaviti sledećim jednačinama:
{\displaystyle ATP+H_{2}O{\rightleftharpoons }ADP+P_{i}+toplota}
Na primer, tokom glikolize, fruktoza-6-fosfat se konvertuje u fruktozu-1,6-bisfosfat u reakciji katalizovanoj enzimom fosfofruktokinaza 1 (PFK-1).
ATP + fruktoza-6-fosfat → Fruktoza-1,6-bisfosfat + ADP
Tokom glukoneogeneze (i.e. sinteze glukoze iz piruvata i drugih jedinjenja) odvija se reverzna reakcija, koja je posredovana fruktoza-1,6-bisfosfatazom (FBPase-1).
Fruktoza-1,6-bisfosfat +  → fruktoza-6-fosfat + 
Sveukupna reakcija je:
 + toplota
Ovo je hidroliza ATP bez bilo kakvog korisnog metaboličkog učinka. Ako se dozvoli da se ove dve reakcije simultano odvijaju velikom brzinom u istoj ćeliji, velika količina hemijske energije će biti rasuta kao toplota. Ovaj neekonomični proces se stoga naziva beskorisnim ciklusom.

## Spoljašnje veze
- Futile+cycles на 